# Babalu Aye

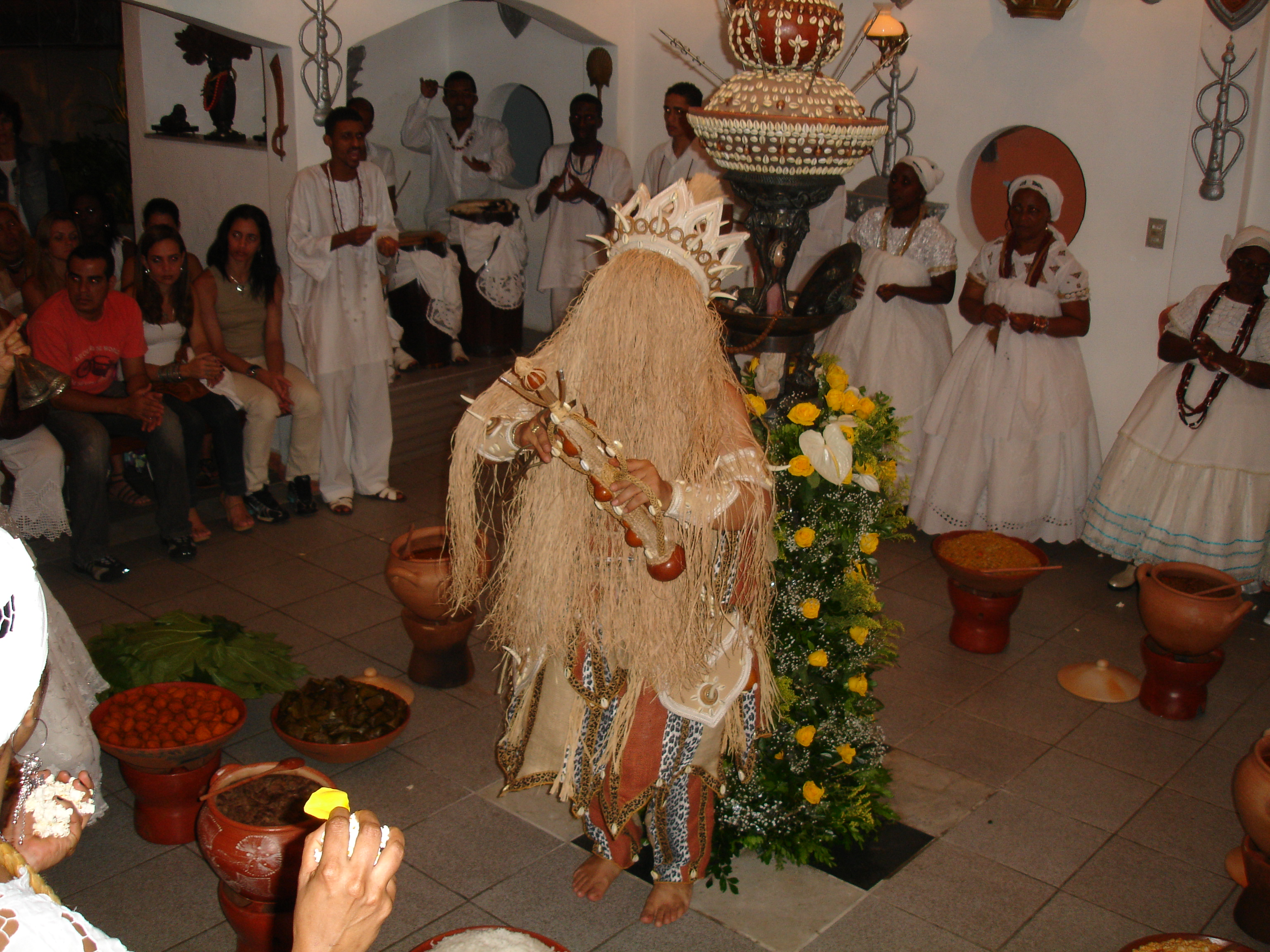
Obaluaiê, dont le haut du corps est couvert d'un masque de fibres. Dans le candomblé "Ile Ase Ijino Ilu Orossi".

Babalu Aye (ou Babalú Ayé), appelé également au Brésil Obaluaiê, ou Omolu ou Omoru, est, dans les religions afro-américaines d'origine yoruba, l'orisha des maladies et de la mort. Il est plus spécifiquement un Orisha de la terre et de la variole. Il est l'un des orishas ou manifestations du dieu créateur suprême Ọlọrun dans la religion yoruba d'Afrique de l'Ouest. Il se nomme Sakpata au Bénin. Babalú-Aye est l'esprit de la Terre et est fortement associé à la guérison, en particulier de ceux qui sont proches de la mort. Il est le fils de Iemanja, l'orisha-mère. 